# Břetislav II.
Břetislav II. († 22. prosince 1100, Zbečno) byl český kníže (1092–1100) z rodu Přemyslovců, nejstarší syn knížete a krále Vratislava II. a jeho druhé manželky Adléty Uherské. Jeho manželkou byla Lukarta z Bogenu, dcera Aschwina z Windberg-Bogenu, nevlastními bratry knížata Bořivoj II., Vladislav I. a Soběslav I.

## Mládí
První zmínka o Břetislavovi je z roku 1087, kdy byl pověřen ostrahou hranic proti Sasům, nechal se však překvapit a většina družiny zahynula. Břetislav dostal jako úděl Hradecko, jeho otec snad mínil za svého nástupce uznat prvorozence z manželství se Svatavou Polskou Boleslava.
Při obléhání Konráda I. Brněnského v roce 1091 se postavil proti otci. Když byl v půtce zabit králův důvěrník Zdirad, získala Břetislavova strana ve vojsku převahu a Vratislav musel ustoupit. Za svého nástupce v souladu se stařešinským řádem označil Konráda a princ Břetislav před otcovým hněvem uprchl ze země.

## Břetislav II. na trůně
Břetislav nastoupil na trůn po krátké vládě Konráda I. Brněnského. Jeho rovněž nepříliš dlouhá vláda přinesla hned několik změn.
Během své vlády se snažil omezit vliv Říše na český stát a zároveň upevnit svou knížecí moc – vybíral si proto například biskupy z ciziny, kteří neměli v Čechách oporu v nikom jiném než v knížeti, nebo vyhnal představitele rodu Vršovců, Mutinu a Božeje. Roku 1094 zakázal pohanství, které bylo stále vyznáváno (především mezi prostými lidmi). Posvátné stromy a háje byly vysekávány a páleny. O tři roky později (1097) byli ze Sázavského kláštera definitivně vyhnáni slovanští mniši, kteří zde stále uchovávali staroslověnský obřad – odkaz soluňských bratří Cyrila a Metoděje. Klášter poté obsadili benediktini latinského obřadu. Roku 1096 prošli Čechami účastníci 1. křížové výpravy a došlo k protižidovským pogromům. Roku 1098 Břetislav II. zkonfiskoval majetky židům emigrujícím do Polska. Kronikář Kosmas o tom napsal:
Doneslo se knížeti Břetislavovi, že jakýsi počet Židů uprchl a že někteří tajně stěhují své bohatství dílem do Polska, dílem do Panonie [Uher]. Kníže, velmi se proto rozhněvav, poslal svého komorníka s několika bojovníky, aby je od hlavy k patě obrali. (...) Nezanechali jim nic leč zrní obilné, co by stačilo toliko na živobytí. Ó, co peněz toho dne bylo pobráno bídným Židům, tolik bohatství nebylo ani ze zapálené Tróje sneseno…

 Přesun židovského obyvatelstva do Polského království byl způsoben již zmiňovaným židovským pogromem v Praze, při kterém (kromě ztráty majetku) byli židé násilně křtěni.
Zahraniční politika byla zaměřena proti Polsku, konfliktní byla zejména slezská otázka, když Poláci neodváděli poplatek za to, že jim kníže Břetislav I. toto území podstoupil.

## Otázka nástupnictví

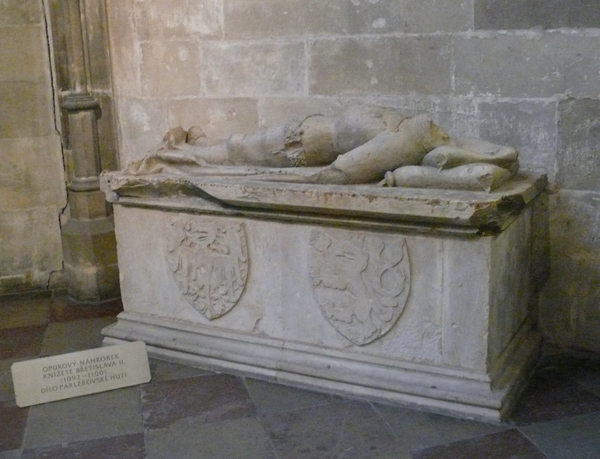
Náhrobek Břetislava II. ve svatovítské katedrále

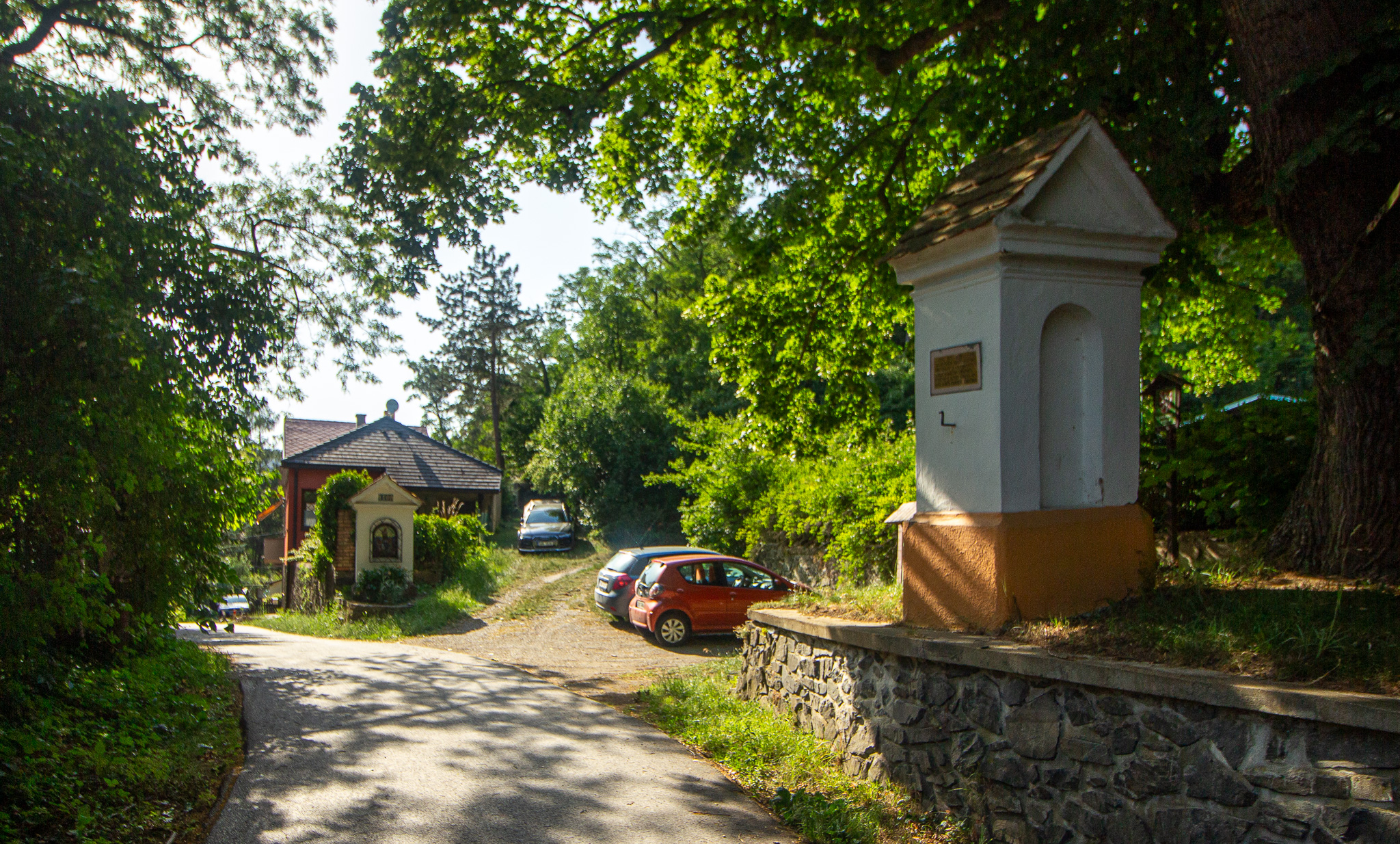
Zbečno, výklenková kaple v místě zavraždění Břetislava

K bezprecedentnímu kroku se Břetislav II. odhodlal na Velikonoce 1099 na dvorském sjezdu v Řezně. Svého mladšího polorodého bratra Bořivoje (II.) označil za svého dědice a nástupce, aniž byl předtím zvolen v kolokviích, a požádal Jindřicha IV., aby mu udělil Čechy v léno. Císař žádosti vyhověl.
Tento fakt odporoval stařešinskému řádu a stal se pro další léta zdrojem napětí v zemi (již roku 1097 Břetislav zajal a uvěznil Oldřicha Brněnského, nejstaršího žijícího Přemyslovce, který si činil nároky na pražský stolec). Roku 1099 Břetislav II. vojensky obsadil Moravu a svěřil ji do správy svého bratra Bořivoje. Zatímco Konrádovi potomci emigrovali, synové Oty Olomouckého, Svatopluk Olomoucký a Ota II. Olomoucký, zachovali knížeti věrnost.
Břetislav II. zemřel v prosinci 1100 na následky atentátu v lesích u Zbečna. Je pravděpodobné, že za akcí stáli Vršovci. Kosmas píše, že požíval velké lásky u svého národa a že při jeho pohřbu plakali „kněží i lid, bohatí i chudí“, ale jeho nemoudrým rozhodnutím o nástupnictví začínají vleklé boje o vládu v Čechách, i když z nich zpočátku vítězně vyšel Bořivoj II.

## Břetislavův syn
Poslechnout si článek · info
Břetislav II. měl s manželkou Lukartou z Bogenu syna Břetislava, ten ale neměl podle stařešinského práva nárok na trůn. Poslední zmínka o mladším Břetislavovi je z roku 1130, kdy ho strýc Soběslav I. za spiknutí dal oslepit, a zemřel 8. března neznámého roku bez známých potomků. Skončila tak linie mužských potomků Vratislava II. s Adlétou Uherskou.

## Vývod z předků
|               |                       |  |                |                          |  |  |  |  |  |  |  | Boleslav II. |
|               |                       |  |                |                          |  |  |  |  |  |  |  |              |
|               | Oldřich               |  |                |                          |  |  |  |  |  |  |  |              |
|               |                       |  |                |                          |  |  |  |  |  |  |  |              |
|               |                       |  |                | Emma ?                   |  |  |  |  |  |  |  |              |
|               |                       |  |                |                          |  |  |  |  |  |  |  |              |
|               | Břetislav I.          |  |                |                          |  |  |  |  |  |  |  |              |
|               |                       |  |                |                          |  |  |  |  |  |  |  |              |
|               |                       |  |                |                          |  |  |  |  |  |  |  |              |
|               |                       |  |                |                          |  |  |  |  |  |  |  |              |
|               | Božena                |  |                |                          |  |  |  |  |  |  |  |              |
|               |                       |  |                |                          |  |  |  |  |  |  |  |              |
|               |                       |  |                |                          |  |  |  |  |  |  |  |              |
|               |                       |  |                |                          |  |  |  |  |  |  |  |              |
|               | Vratislav II.         |  |                |                          |  |  |  |  |  |  |  |              |
|               |                       |  |                |                          |  |  |  |  |  |  |  |              |
|               |                       |  |                | Berthold ze Schweinfurtu |  |  |  |  |  |  |  |              |
|               |                       |  |                |                          |  |  |  |  |  |  |  |              |
|               | Jindřich Nordgavský   |  |                |                          |  |  |  |  |  |  |  |              |
|               |                       |  |                |                          |  |  |  |  |  |  |  |              |
|               |                       |  |                | Eilika z Walbecku        |  |  |  |  |  |  |  |              |
|               |                       |  |                |                          |  |  |  |  |  |  |  |              |
|               | Jitka ze Schweinfurtu |  |                |                          |  |  |  |  |  |  |  |              |
|               |                       |  |                |                          |  |  |  |  |  |  |  |              |
|               |                       |  |                | Herbert z Wetterau       |  |  |  |  |  |  |  |              |
|               |                       |  |                |                          |  |  |  |  |  |  |  |              |
|               | Gerberga z Gleibergu  |  |                |                          |  |  |  |  |  |  |  |              |
|               |                       |  |                |                          |  |  |  |  |  |  |  |              |
|               |                       |  |                | Irmtrud z Avalgau        |  |  |  |  |  |  |  |              |
|               |                       |  |                |                          |  |  |  |  |  |  |  |              |
| Břetislav II. |                       |  |                |                          |  |  |  |  |  |  |  |              |
|               |                       |  |                |                          |  |  |  |  |  |  |  |              |
|               |                       |  | Michal Uherský |                          |  |  |  |  |  |  |  |              |
|               |                       |  |                |                          |  |  |  |  |  |  |  |              |
|               | Vazul                 |  |                |                          |  |  |  |  |  |  |  |              |
|               |                       |  |                |                          |  |  |  |  |  |  |  |              |
|               |                       |  |                |                          |  |  |  |  |  |  |  |              |
|               |                       |  |                |                          |  |  |  |  |  |  |  |              |
|               | Ondřej I. Uherský     |  |                |                          |  |  |  |  |  |  |  |              |
|               |                       |  |                |                          |  |  |  |  |  |  |  |              |
|               |                       |  |                |                          |  |  |  |  |  |  |  |              |
|               |                       |  |                |                          |  |  |  |  |  |  |  |              |
|               |                       |  |                |                          |  |  |  |  |  |  |  |              |
|               |                       |  |                |                          |  |  |  |  |  |  |  |              |
|               |                       |  |                |                          |  |  |  |  |  |  |  |              |
|               |                       |  |                |                          |  |  |  |  |  |  |  |              |
|               | Adléta Uherská        |  |                |                          |  |  |  |  |  |  |  |              |
|               |                       |  |                |                          |  |  |  |  |  |  |  |              |
|               |                       |  |                | Vladimír I.              |  |  |  |  |  |  |  |              |
|               |                       |  |                |                          |  |  |  |  |  |  |  |              |
|               | Jaroslav I. Moudrý    |  |                |                          |  |  |  |  |  |  |  |              |
|               |                       |  |                |                          |  |  |  |  |  |  |  |              |
|               |                       |  |                | Rogněda Polocká          |  |  |  |  |  |  |  |              |
|               |                       |  |                |                          |  |  |  |  |  |  |  |              |
|               | Anastázie Rurikovna   |  |                |                          |  |  |  |  |  |  |  |              |
|               |                       |  |                |                          |  |  |  |  |  |  |  |              |
|               |                       |  |                | Olof Skötkonung          |  |  |  |  |  |  |  |              |
|               |                       |  |                |                          |  |  |  |  |  |  |  |              |
|               | Ingegerda Švédská     |  |                |                          |  |  |  |  |  |  |  |              |
|               |                       |  |                |                          |  |  |  |  |  |  |  |              |
|               |                       |  |                | Estrid Obodritská        |  |  |  |  |  |  |  |              |
|               |                       |  |                |                          |  |  |  |  |  |  |  |              |